# Sassa Garda
Sassa Garda est un village de la commune de Mbe situé dans la région de l'Adamaoua et le département de la Vina au Cameroun.

## Population
En 2014, Sassa Garda comptait 477 habitants dont 195 hommes et 282 femmes. En terme d'enfants, le village comptait 51 nourrissons (0-35 mois), 81 nourrissons (0-59 mois), 30 enfants (4-5 ans), 112 enfants (6-14 ans), 88 adolescents (12-19 ans), 166 jeunes (15-34 ans).

## Ressources naturelles
Deux forages dont un fonctionnel et un non fonctionnel pour accéder à l'eau sont présents au sein du village.

## Éducation
176 élèves dont 87 filles et 89 garçons vont à l'école de Sassa Garda. Quatre enseignants dont trois maîtres parents et un contractuels donnent les cours aux enfants.